# Mark Finlay
Mark Clayton Finlay (Palmerston North, 10 maggio 1963) è un ex rugbista a 15 neozelandese, in carriera attivo nel ruolo di estremo.

## Biografia
Nato a Palmerston North frequenta la Palmerston North Boys' High School, dove si avvicina alla disciplina del rugby; dal 1979 al 1981 milita nel primo XV del club scolastico.
A livello provinciale veste le maglie di Manawatu e North Harbour, oltre all'esperienza in Italia al Viadana ed ai Fukuoka Sanix Blues, in Giappone.
Nel 1984 viene selezionato negli All Blacks, disputando due incontri e segnando 18 punti (2 mete e 5 trasformazioni), ma senza esordine in un match internazionale.